# Santa Tejerina
«Santa Tejerina» es un tema compuesto e interpretado por León Gieco. El tema está incluido en el disco Por favor, perdón y gracias, editado en 2005. La canción aborda la historia de Romina Tejerina, una muchacha jujeña que en 2003 asesinó con una hoja de metal de cuchillo Tramontina a su bebé recién nacida y cuyo embarazo había mantenido en secreto usando una faja y tomando laxantes.
Intentando evitar la condena por esta acción, Tejerina manifestó que el bebé fue producto de una violación sexual que habría sufrido el 1 de agosto de 2002 a la salida de un boliche, diciendo además que habría tenido miedo de revelar bajo amenaza de muerte por parte del violador. Posteriormente a que se hiciera pública esta acusación, el padre de la bebé fue denunciado y absuelto. El presunto padre del bebé alegó que mantuvieron relaciones consentidas y los jueces destacaron que el embarazo no fue producto de una violación. Por este hecho, la mujer fue condenada a catorce años de prisión el 9 de junio de 2005.
León Gieco se manifestó en contra de esa condena, por eso compuso este tema, donde "santifica" de manera simbólica a Tejerina. 
La canción trajo algunos problemas judiciales a su autor, quien fue acusado de apología del delito, aunque luego fue sobreseído.